# 贡山崖爬藤
贡山崖爬藤（学名：Tetrastigma yunnanense var. mollisimum）是葡萄科崖爬藤属云南崖爬藤的变种。分布在中国大陆的云南等地，生长于海拔1,500米至2,600米的地区，一般生长在山坡崖石和灌丛，目前尚未由人工引种栽培。